# Baronia de Bétera
La Baronia de Bétera és un títol nobiliari valencià creat el 21 de desembre de 1329 pel rei Alfons II de València, dit "el benigne", al acceptar el vincle creat previa facultat reial per Ramon de Rocafull i Boïl, senyor de Bétera, de Guadalupe i de Daia Vella i Daia Nova, al Regne de València.
La seua denominació fa referència al poble de Bétera, al Regne de València on encara hui es troba el Castell de Bétera o Castell-Palau dels Boïl.
Aquest títol va ser rehabilitat l'any 1917 per Josep Maria d'Arróspide i Álvarez, III Duc de Castro-Enríquez.

## Llista de Barons de Bétera
|                                         | Titular                                            | Període                           |
| Creació per Alfons II (1329-1853)       | Creació per Alfons II (1329-1853)                  | Creació per Alfons II (1329-1853) |
| --------------------------------------- | -------------------------------------------------- | --------------------------------- |
| I                                       | Pere Boïl                                          | 1329-1392                         |
| II                                      | Ramon de Boïl i Dies                               | 1392-1407                         |
| III                                     | Ramon Boïl i Montagut                              | 1407-1458                         |
| IV                                      | Berenguer Vives de Cañamas i Boïl                  | 1458-1477                         |
| V                                       | Francesc Vives de Cañamas i Boïl                   | 1477-1529                         |
| VI                                      | Ramon Vives i Boïl                                 | 1529-1549                         |
| VII                                     | Ramon Boïl i Lladró                                | 1549-1559                         |
| VIII                                    | Ramon Boïl i Vich                                  | 1559-1607                         |
| IX                                      | Joana Vives i Boïl                                 | 1607-1607                         |
| X                                       | Helena Vives i Boïl                                | 1607-1610                         |
| XI                                      | Jaume Sorell i Boïl                                | 1610-1636                         |
| XII                                     | Lluís Sorell i Vallterra                           | 1636-16?                          |
| XIII                                    | Gaspar de Rocafull Boïl i Mercader                 | 16?-                              |
| XIV                                     | Ramon de Rocafull i Puixmarín                      |                                   |
| XV                                      | Guillem de Rocafull (Boïl) i Rocabertí             | -1724                             |
| XVI                                     | Giner Rabassa de Perellós i Lanuza                 | 1724-1765                         |
| XVII                                    | Giner Rabassa de Perellós Lanuza i Boxadors        | 1765-                             |
| XVIII                                   | Giner Rabassa de Perellós i Palafox                | -1843                             |
| Rehabilitació per Alfons XIII d'Espanya |                                                    |                                   |
| XIX                                     | José María de Arróspide y Álvarez                  | 1917-1936                         |
| XX                                      | María del Dulce Nombre de Arróspide y de Arróspide | 1950-1980                         |
| XXI                                     | Buenaventura Patiño y Arróspide                    | 1981-actual                       |

## Escut dels Boïl
En l'actualitat, l'escut de la familia Boïl, primers senyors i posteriorment barons de Bétera encara figura a l'escut de Bétera. Segons un llibre d'història del poble fet per l'alcaldessa Amparo Doménech Palau, el quarter superior dret és l'emblema dels Boïl, primers senyors de Bétera. Mostra dos torres de plata sobre fons roig heràldic i dos bous d'or sobre blau: les torres són en memòria de les conquestes de Pedro de Aznares en el castell de Buil o Boïl, en les muntanyes d'Osca; els bous recorden que els Boïl prengueren per divisa aquests animals en la conquesta de Terol, en la qual els àrabs utilitzaren aquests animals per a intentar guanyar als cristians, però no ho aconseguiren. Hi ha una altra opinió que diu que tots els cognoms que comencen per Bo, com Boïl, duran sempre per divisa un "bou".

## Castell-Palau dels Boïl
El Castell-Palau dels Boïl va ser en l'antiguitat la seu de la baronia i lloc de residència dels barons quan aquests residien a Bétera. Actualment és propietat de l'ajuntament de Bétera i allà se celebren els plens municipals entre altres coses.